# Henicopernis
Henicopernis – rodzaj ptaków z podrodziny orłosępów (Gypaetinae) w rodzinie jastrzębiowatych (Accipitridae).

## Zasięg występowania
Rodzaj obejmuje gatunki występujące na Nowej Brytanii, Nowej Gwinei i sąsiednich wyspach.

## Morfologia
Długość ciała 48–61 cm, rozpiętość skrzydeł 105–140 cm; masa ciała samic 570–730 g, samców 447–630 g.

## Systematyka

### Etymologia
- Daedalion (Daedalia): w mitologii greckiej Daedalion, syn Lucyfera, tak bolał nad śmiercią swego syna Filonisa, że rzucił się z wysokości Góry Parnas i został przemieniony w sokoła przez Apolla (por. gr. δαιδαλεος daidaleos „nakrapiany, oznaczony”)[5]. Gatunek typowy: Falco longicauda Lesson & Garnot, 1828.
- Henicopernis: gr. ἑνικος henikos „osobliwy”; rodzaj Pernis Cuvier 1817 (trzmielojad)[6].

### Podział systematyczny
Do rodzaju należą następujące gatunki:
- Henicopernis longicauda (Lesson & Garnot, 1828) – pszczołojad długosterny
- Henicopernis infuscatus J.H. Gurney, 1882 – pszczołojad ciemny